# Вінтаж (мода)
Вінта́ж (фр. vintage — виноробний термін, витримка вина) — стилізований напрямок у моді, особливо в одязі і предметах домашнього побуту, що орієнтується на відродження модних напрямків минулих поколінь, епох.
Термін vintage належав до лексикону виноробів і позначав високоякісне вино, що витримувалось в ідеальних умовах не один десяток років. Під цим словом розумілись неймовірний смак, ексклюзивність, і, головне, неможливість виробництва аналогів. Також під вінтажем розуміють раритети у світі моди і стилю.
Вінтаж — це оригінальна або аутентична річ не молодша 20 років, в якій чітко спостерігається «писк моди» часів її створення. Наприклад, якщо це просто водолазка тих часів, то це просто стара річ, але якщо це светр характерного для 70-х років фасону з розклешеними рукавами, запахом, широкою гумкою знизу або з оленями, як було модно тоді, то це вже вінтаж. Визначення стилю вінтаж потребує певних знань з історії моди.

## Історія

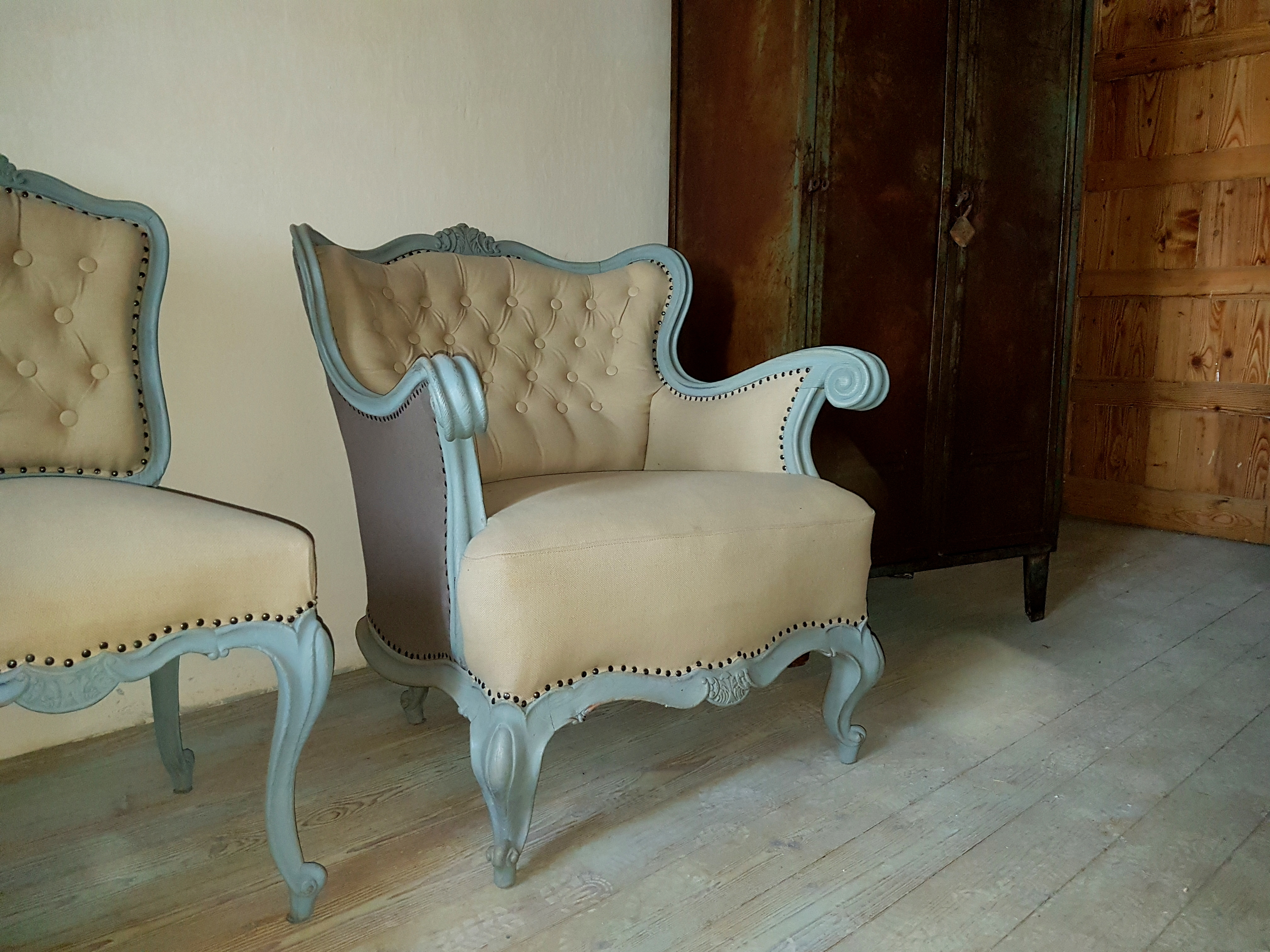
Вінтажне необарокове крісло

Перша згадка про вінтажний одяг датується 1957 роком, коли на сторінках Chicago Tribune з'явилася замітка про одяг у стилі 1930-х років. Великі універмаги почали відкривати у себе відділи вінтажного одягу, прагнучи монополізувати ринок. У серпні 1964 року в Лондоні з'явився магазин «Biba», в якому продавалися наряди у вінтажному стилі.
Справжній зліт моди на вінтаж стався на початку 90-х років XX ст., коли в деяких бутиках Європи почали з'являтися речі попередніх десятиліть. Елементи вінтажу почали використовувати в своїх колекціях Стелла Маккартні, Вів'єн Вествуд і Соня Рікель. З того часу вінтажні наряди з'являються не лише у гардеробах знаменитостей, але й багатьох людей стилю в усьому світі.
У 2004 році Джон Гальяно представив свою осінньо-зимову колекцію одягу. Це було нове народження вінтажного стилю. Остаточно вінтажна мода затвердилась, коли Мішель Обама з'явилася у вечірньому туалеті 1950-х років дизайнера Нормана Норелла на різдвяному концерті у Вашингтоні в грудні 2010 року.

## Різновиди
В історії моди виділяють три основних напрямки стилю:
- Класичний вінтаж — ексклюзивні вироби з дизайнерських колекцій минулих років.
- Неовінтаж — вироби, створені сучасними дизайнерами з імітацією вінтажного стилю.
- Комбінований вінтаж — поєднання в єдиному образі вінтажних нарядів і сучасного одягу.

## Критерії
Основним критерієм вінтажності є вік предмету — він повинен бути виготовлений з 1915 до 1950 року. Одяг, створений в останні 20 років, прийнято вважати сучасним, старше 50 років — антикваріатом. Однак більшість дизайнерів називають вінтажним одяг, що був створений до 70-х років XX ст.
Іншим критерієм є стиль, який повинен відображати модні тенденції того часу. Сьогодні вінтажний одяг і предмети побуту із застарілих колекцій популярних модельєрів минулого століття вважаються предметами колекціонування.